# Friends with Benefits (Fernsehserie)
Friends with Benefits ist eine US-amerikanische Comedyserie, die am 5. August 2011 auf NBC Premiere feierte. Eigentlich für die Fernsehsaison 2010–2011 geplant, wurde die Serie erst im Sommer 2011 ausgestrahlt.

## Handlung
Die fünf Freunde Ben, Sara, Riley, Aaron und Julian sind allesamt Single und versuchen, den Partner fürs Leben durch moderne Dating-Methoden zu finden. Im Mittelpunkt der Serie stehen Ben und Sara, die sich zwar gegenseitig helfen den richtigen Partner zu finden, allerdings eine Sex-Beziehung haben. Die drei Freunde der beiden sehen diese Art von Beziehung jedoch kritisch.

## Besetzung und Synchronisation
Die deutsche Synchronisation entstand durch die Synchronfirma Lavendelfilm GmbH in Potsdam.

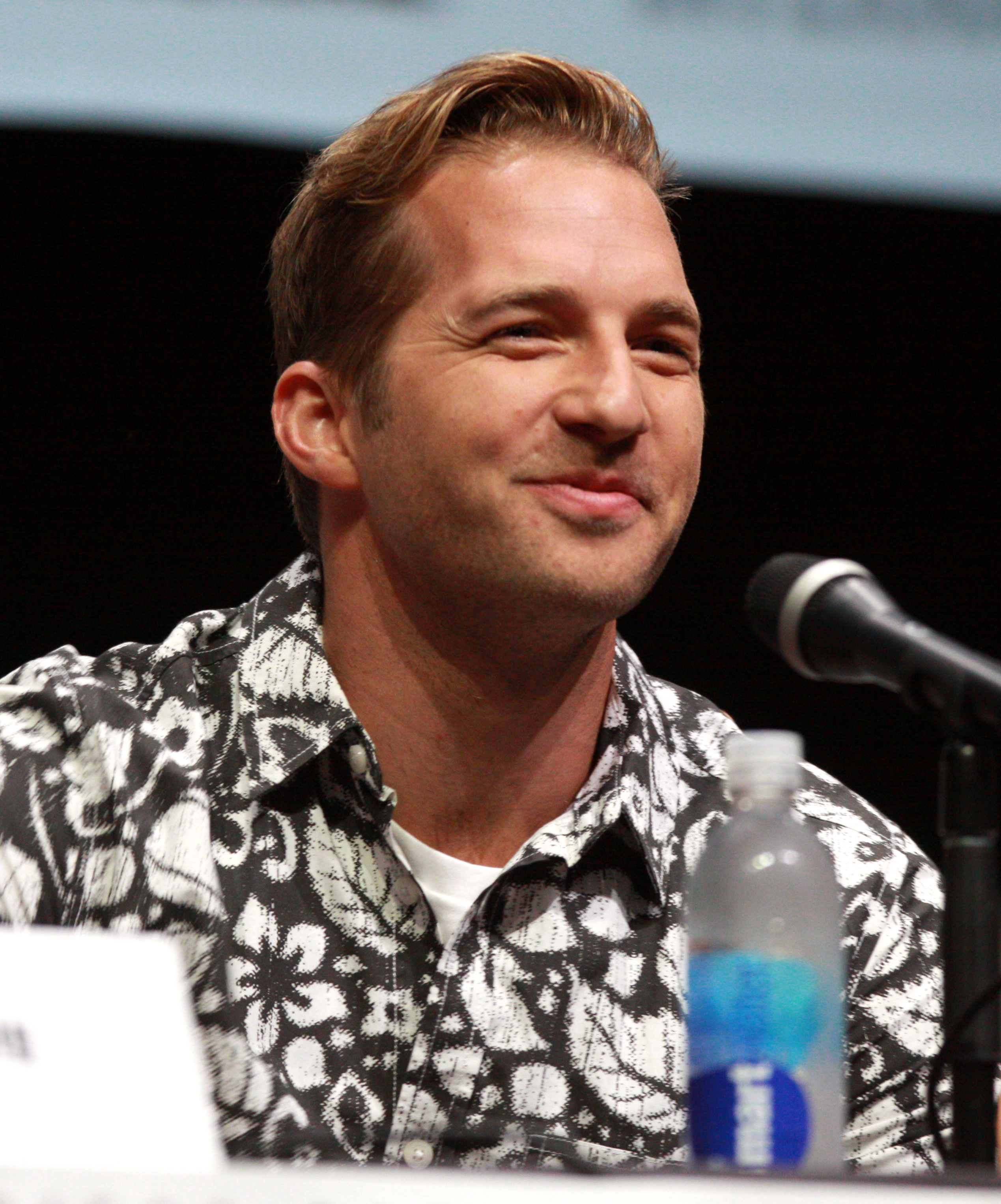
Ryan Hansen spielte Ben Lewis
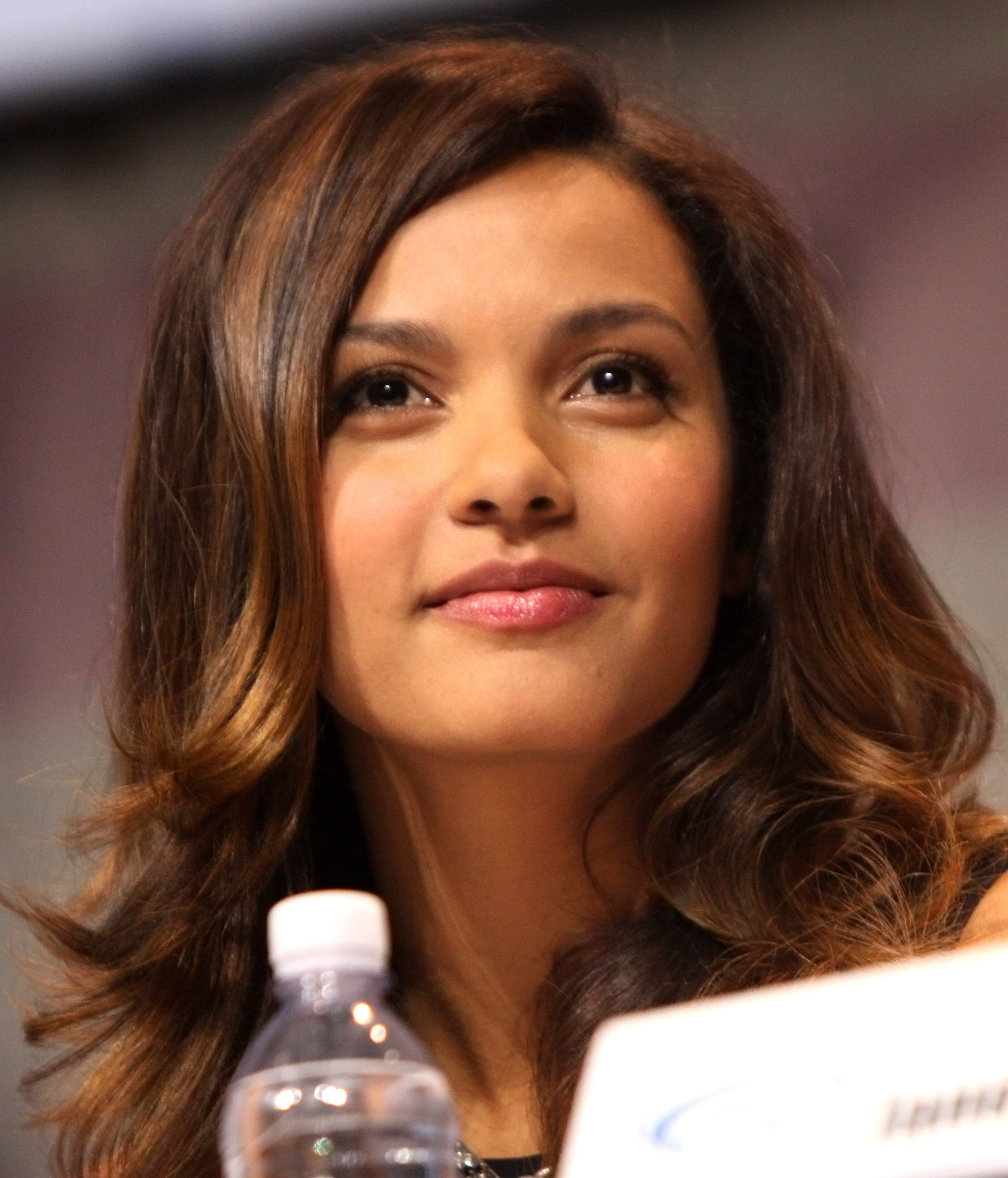
Jessica Lucas spielte Riley Elliot
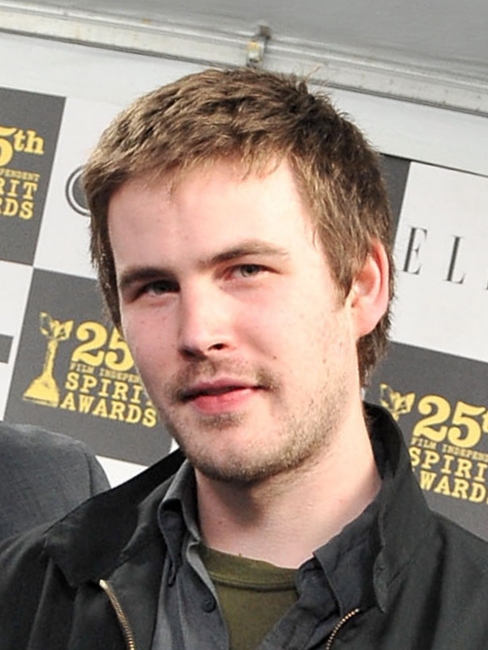
Zach Cregger spielte Aaron Greenway

| Rolle                    | Schauspieler   | Episodenanzahl | Synchronsprecher |
| ------------------------ | -------------- | -------------- | ---------------- |
| Ben Lewis                | Ryan Hansen    | 13             | Julius Jellinek  |
| Sara Maxwell             | Danneel Ackles | 13             | Rubina Kuraoka   |
| Riley Elliot             | Jessica Lucas  | 13             | Kathrin Neusser  |
| Aaron Greenway           | Zach Cregger   | 13             | Ricardo Richter  |
| Julian „Fitz“ Fitzgerald | André Holland  | 13             | Sebastian Schulz |

## Produktion und Ausstrahlung
Vereinigte Staaten
Ursprünglich wurde für das Network ABC im September 2009 ein Skript zur Serie entwickelt. Allerdings gab der Sender dem Projekt keine Pilotfolge, so dass sich NBC dem Projekt annahm. Eigentlich wurden Fran Kranz für die Rolle des Aaron und Ian Reed Kesler als Fitz (zu dieser Zeit noch Hoon) verpflichtet, jedoch wurden diese Rolle in der Pilotfolge durch Zach Cregger und André Holland ersetzt. Im Mai 2010 wurde die Serie offiziell bestellt.
Die Ausstrahlung der ersten Staffel erfolgte vom 5. August bis zum 9. September 2011 in Doppelfolgen. Die letzte Episode allerdings ist nur auf ITunes, Netflix und Amazon.com zu sehen.
Deutschland
Die deutschsprachige Erstausstrahlung begann am 9. Oktober 2013 auf ProSieben. Da die ersten sieben Episoden durchweg deutlich unterdurchschnittliche Quoten erzielten, wurde die Serie nach drei Wochen vom Sendeplan genommen. Die letzten sechs Episoden wurden allerdings im Sommer 2014 auf ProSieben Fun ausgestrahlt.

## Episodenliste
| Nr. | Deutscher Titel                           | Originaltitel                            | Erstausstrahlung USA | Deutschsprachige Erstausstrahlung (D) | Regie                | Drehbuch                            |
| --- | ----------------------------------------- | ---------------------------------------- | -------------------- | ------------------------------------- | -------------------- | ----------------------------------- |
| 1   | Der Vorteil von Gelegenheitssex           | Pilot                                    | 5. Aug. 2011         | 9. Okt. 2013                          | David Dobkin         | Scott Neustadter & Michael H. Weber |
| 2   | Der Vorteil des Pausenknopfes             | The Benefit of the Mute Button           | 5. Aug. 2011         | 9. Okt. 2013                          | Michael Patrick Jann | Claudia Lonow                       |
| 3   | Der Vorteil der unausgesprochenen Dynamik | The Benefit of the Unspoken Dynamic      | 12. Aug. 2011        | 16. Okt. 2013                         | Fred Savage          | Daley Haggar                        |
| 4   | Der Vorteil des Vergessens                | The Benefit of Forgetting                | 12. Aug. 2011        | 16. Okt. 2013                         | Jay Chandrasekhar    | Owen Ellickson                      |
| 5   | Der Vorteil der richtigen Schiene         | The Benefit of the Right Track           | 19. Aug. 2011        | 23. Okt. 2013                         | Joanna Kerns         | Isaac Aptaker & Elizabeth Berger    |
| 6   | Der Vorteil der Ego-Kontrolle             | The Benefit of Keeping Your Ego in Check | 19. Aug. 2011        | 23. Okt. 2013                         | Tricia Brock         | Brian Keith Etheridge               |
| 7   | Der Vorteil von Mardi Gras                | The Benefit of Mardi Gras                | 26. Aug. 2011        | 23. Okt. 2013                         | David Rogers         | Gene Hong                           |
| 8   | Der Vorteil von Vorbildern                | The Benefit of Mentors                   | 26. Aug. 2011        | 23. Aug. 2014                         | Rob Greenberg        | Valerie Breiman                     |
| 9   | Der Vorteil von Oberflächlichkeit         | The Benefit of Being Shallow             | 2. Sep. 2011         | 30. Aug. 2014                         | Reginald Hudlin      | Valerie Breiman                     |
| 10  | Der Vorteil der Selbstfindung             | The Benefit of Avoiding the Mindbanger   | 2. Sep. 2011         | 30. Aug. 2014                         | John Putch           | Isaac Aptaker & Elizabeth Berger    |
| 11  | Der Vorteil von harter Arbeit             | The Benefit of Putting in the Work       | 9. Sep. 2011         | 6. Sep. 2014                          | Eyal Gordin          | Daley Haggar                        |
| 12  | Der Vorteil von Freunden                  | The Benefit of Friends                   | 9. Sep. 2011         | 6. Sep. 2014                          | Ira Ungerleider      | Owen Ellickson                      |
| 13  | Der Vorteil der nackten Wahrheit          | The Benefit of Full Disclosure           | —                    | 6. Sep. 2014                          | Fred Savage          | Isaac Aptaker & Elizabeth Berger    |